# John Scott (Politiker, 1951)

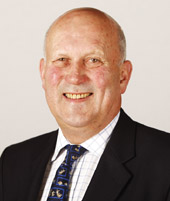
John Scott

William John Graham Scott OBE (* 7. Juni 1951 in Girvan) ist ein schottischer Politiker und Mitglied der Conservative Party.

## Leben
Fergusson besuchte die Barrhill Primary School, das George Watson’s College in Edinburgh und schloss ein Ingenieursstudium an der Universität Edinburgh an. Seitdem ist Scott im familieneigenen landwirtschaftlichen Betrieb tätig. Er ist Gründer des Ayrshire Farmer’s Market sowie Gründer und Vorsitzender der Scottish Association of Farmers Markets.

## Politischer Werdegang
Erstmals trat Scott bei den ersten Schottischen Parlamentswahlen im Jahre 1999 zu nationalen Wahlen an. In seinem Wahlkreis Carrick, Cumnock and Doon Valley erhielt er jedoch nur die dritthöchste Stimmenanzahl und verpasste damit das Direktmandat des Wahlkreises. Als der gewählte Labour-Abgeordnete des Wahlkreises Ayr, Ian Welsh, sein Mandat im Dezember 1999 zurückgab, wurden in diesem Wahlkreis Neuwahlen nötig. Zu diesen kandidierte Scott für die Konservativen und errang das Direktmandat des Wahlkreises mit deutlichem Vorsprung vor dem SNP-Kandidaten Jim Mather. In der Folge zog Scott erstmals in das Schottische Parlament ein. Bis 2001 war er zunächst stellvertretender Parteisprecher für Verkehr und Umwelt, anschließend Parteisprecher für Umwelt. Bei den Parlamentswahlen 2003 und 2007 verteidigte er sein Mandat. Im Schattenkabinett der Konservativen war er als Minister für ländliche Angelegenheiten und Umwelt vorgesehen. Bei den Parlamentswahlen 2011 verteidigte Scott sein Mandat knapp vor dem SNP-Kandidaten Chic Brodie. Im neugebildeten Kabinett wurde Scott zum stellvertretenden Parlamentssprecher gewählt.